# محرك سكوديري

رسم متحرك يوضح الدورة التي يعمل بها المحرك

محرك سكوديري يُطلق عليه رسميًا اسم محرك دورة سكوديري المنفصلة وهو محرك احتراق داخلي ذو دورة منفصلة يعمل وفقًا لدورة سكوديري تم اختراعه من قبل العالم كارميلو سكوديري(Carmelo J. Scuderi) ولد في الثالث عشر من أبريل عام 1925 وتُوفي في السادس عشر من أكتوبر عام 2002 (13/4/1925 - 16/10/2002).
مجموعة سكوديري هي شركة هندسية مرخصة تقع في ويست سبرينغفيلد بولاية مقاطعة هامبدن (ماساتشوستس) أُسست علي يد أبناء العالم كارميلو سكوديري، وقامت باختبار نموذج مصغر للمحرك والذي تم إطلاقه للعامة والإعلان عنه في 20 أبريل عام 2009.
محرك سكوديري تحت التطوير من قبل مؤسسة البحث الجنوبية الغربية في سان أنطونيو (تكساس)، وقامت مجموعة سكوديري بإطلاق فيديو لنموذج مصغر لمحرك سكوديري بسعة واحد لتر يعمل بالتنفس الطبيعي وتم تصويره في معمل المجموعة الخاصة بها في أكتوبر من عام 2009.

## التصميم
محركات سكوديري تحتوي علي اسطوانتين مزدوجتين كل اسطوانة تقوم وتؤدي مهمتين أو شوطين فقط من الأشواط المنوطة بها.
فإسطوانة الانضغاط تقوم بإجرايئ أو شوطي السحب والانضغاط بينماإسطوانة القدرة تقوم بإجرائي أو شوطي الاحتراق وطرد العادم.
الهواء المضغوط يتم نقله من الإسطوانة الأولي الخاصة بالانضغاط إلي إسطوانة القدرة من خلال ممر بيني يمر خلال الاسطوانتين، من ثم يتم حقن الوقود والإشعال مُنتجًا شوط القدرة.
أما إسطوانة القدرة فيحدث الاشتعال فيها لحظة بداية تحرك المكبس لأسفل (بعد النقطة الميتة العليا، وقالت مجموعة سكوديري أن الإشعال بعد النقطة الميتة العليا يقضي علي النقص في الكفاءة الحرارية الذي كان يتم ملاحظته في النسخ السابقة من تصاميم المحركات ذات الدورة المنفصلة، والإشعال بعد النقطة الميتة العليا في ترتيب الدورة المنفصلة يهدف إلي القضاء علي أو تقليل المفاقيد الناتجة من إعادة ضغط الغاز.
في محرك دورة أوتو التقليدي كل إسطوانة تؤدي الأشواط الأربعة للدورة كلها، وهذا يعني أنه يتطلب دورتين من عمود الكرنك لكل شوط قدرة، بينما يحدث الاشتعال فوق المكابس مرة كل دورتين من دورات عمود الكرنك، بينما في محرك سكوديري يحدث الاشتعال كل دورة من دورات عمود الكرنك، ويتم استخدام تصميم دورة أوتو ليحدث الاحتراق قبل النقطة الميتة السفلية لتسمح بزيادة ضغط الاحتراق.

## المزايا المزعومة
وفقًا لبيانات مجموعة سكوديري فإن الاختبارات تشير إلي أن محرك سكوديري يُظهر زيادة في الكفاءة وانخفاض في الانبعاثات السامة بالمقارنة مع تصماميم لمحرك رباعي الأشواط تعمل وفقًا لدورة أوتو.
وأعلنت الشركة أيضًا أن محرك سكوديري يمكن إستخدامه كجزء من نظام التهجين بالهواء حيث سيسمح بتخزين الطاقة الفرملية المُستعادة علي صورة هواء مضغوط.
والاختبارات المعملية للنموذج المصغر تُظهر تطابق مبدأي بين التوقعات التي تم الحصول عليها من النماذج الافتراضية علي الكمبيوتر.

## العيوب
كما نلاحظ فإن هذا المحرك يتطلب صمام إضافي لكل زوج من الإسطوانات مرتبطين بمحرك أوتو لكن هذا فقط عندما يتم تعديل المحرك ليعمل علي النظام الهجين.
في التصميم القياسي للمحرك المطابق للرسم التوضيحي في الصورة في الأعلي يمكن استخدام صمامات أقل لكل زوج إسطوانات من محرك أوتو.
وأيضًا فهذا المحرك له نفس كثافة القدرة (أشواط القدرة لكل إسطوانة لكل دورة) برغم أن الاشتعال يحدث في كل لفة بسبب إسطوانة الانضغاط الإضافية، كما أن كفاءة الوقود والمزايا الأخرى ربما تجعل هذا التصميم كتصميم حديث والتعقيد الإضافي مفضل تاريخيًا بالنسبة لتصميم أوتو، ودقة التصنيع كانت مكلفة أكثر من توفير الوقود آنذاك وعبر تاريخ المحركات عمومًا.

## الدعاوي القضائية والتحقيق من قبل لجنة الأوراق المالية والصرف
في 5 مارس عام 205 قامت شركة هينو (شركة فرعية من شركة تيوتا) بإقامة دعوة قضائية ضد مجموعة سكوديري في محكمة مقاطعة ماساتشوسيتس للإخلال بالعقود وانتهاكات أخرى، حيث أتهمت شركة هينو مجموعة سكوديري بالعمل علي تصميم بونزي ورفض إعادة القيمة المالية للإستثمار 150,000$ ووعدت بإعادته بالرغم من استمرار تلقيهم الاستثمارات من مستثمرين آخرين.
في 13 مارس 2015 سمح القاضي الفيدرالي مارك ماستريوني لشركة هينو للمحركات بالاحتفاظ بالعقد المبرم بينهم وتعويضها بقيمة 68,000$ من حساب شركة سكوديري البنكي.
وقامت لجنة الأوراق المالية والصرف بالتحقيق مع شركة سكوديري حول مدفوعات بقيمة عدة ملايين من الدولارات لأعضاء بالعائلة وتحقيق منفصل تمت احالته كدعوي فيدرالية ضد مجموعة سكوديري.

## براءات الإختراع
في أغسطس 2011 قالت مجموعة سكوديري أنها قدمت ملف يحتوي على 476 براءة اختراع لتطبيقات في شتي أنحاء العالم وأكثر من 154 براءة اختراع تم توثيقها في أكثر من 50 دولة.

## الشركاء
قامت شركة سكوديري بعقد مجموعة من الشراكات مع بعض الشركات العديدة العاملة في مجالة هندسة السيارات لتأسيس محرك سكوديري بجميع مكوناته المختلفة.
وقامت الألمانية للسيارات بإمدادها بمصنع ماهل جي ام بي اتش للعمل علي المكابس، وقامت الشركة السويدية للمحركات بالعمل علي الصمامات المُفعلة بالهواء.
وعدة شركات أخرى تعمل علي أجزاء أخرى من المحرك كشركة روبرت بوخ الألمانية للمحركات التي تعمل علي توقيت حركة المحرك

## الإتفاقيات
قامت مصانع مختلفة للسيارات مثل هوندا و فيات كرايسلر و بيجو بتوقيع معاهدات لم يتم الكشف عنها مع مجموعة سكوديري.
وقال أحد المختصين بشركة دايملر ايه جي مختص بالشأن لصحيفة وول ستريت أن تصميم المحرك أصبح ممكنًا.

## الفرملة المتجددة
الفرملة المتجددة تم تحقيقها بتوصيل مستودع هواء بممر بيني وخلال الفرملة فإنه يتم تخزين الطاقة في صورة هواء مضغوط للأستخدام في وقت لاحق.

## الأداء
الأستهلاك النوعي للوقود الفرملي الأكثر توقعًا هو عندما يكون التربوتشارجر يستهل 233 جرام/كيلوواط ساعة عند سرعة دوران 1400 دورة في الدقيقة، وفي بعض التعديلات يكون المحرك ذو قدرة نوعية 75 كيلو واط/ليتر وقود عند سرعة 4000 دورة في الدقيقة.
وفي محركات التنفس الطبيعي يكون الإستهلاك النوعي للوقود الفرملي هوا 269 جرام/كيلو واط ساعة والقدرة النوعية الخارجة هي 30 كيلو واط/لتر.

## روابط خارجية
- www.scuderigroup.com — Scuderi Group
- www.swri.org — Southwest Research Institute